# 成長曲線
成長曲線（せいちょうきょくせん）とは、人間の身体的発達の程度を、横軸を年齢、縦軸を調べたいデータとするグラフで表した曲線である。曲線で表すので、成長の速度を視覚的にとらえることもできる。小児の身長に対して用いられることが多く、成長障害（低身長・高身長）を判断するのに役立つ。もちろん、その他のデータに関する成長曲線、たとえば体重・ボディマス指数（BMI）・座高などの成長曲線を作成することも可能である。

## 基準曲線の描き方
成長曲線の基準となる曲線の描き方には標準偏差曲線（SD曲線）とパーセンタイル曲線（percentile曲線）の2つがある。
標準偏差曲線
調べたいデータが正規分布をしているとみなして作成する成長曲線のこと。平均値を年齢ごとにプロットしていった曲線と、＋1SD、＋2SD、－1SD、－2SDに対応する曲線の計5本を描く。±2SDの間に約95%の人が入り、医学的に正常範囲と考える目安となっている。計算により算出できるので、それぞれのデータの評価がしやすいという特徴がある。しかし、正規分布でないデータ（「体重」はその典型例）に関しては、この曲線を描くこと自体が統計学的に無意味になってしまうという欠点もある。
パーセンタイル曲線
調べたいデータの分布を問わず、何％の人がこの値よりも下に存在するかという点を連ねていってできる曲線。通常3％、10％、25％、50％、75％、90％、97％の7本を描く。例えば25％の曲線上の点は、これよりも下の値を取る人が25％いるということを示している。正規分布に従う必要がないので様々なデータに対して描くことができるが、極端に高い（低い）値に対しての評価ができないという欠点がある。
日本では専ら標準偏差曲線が用いられることが多いが、世界的にはパーセンタイル曲線を採用することが多い。

### 日本の成長曲線
満5歳から17歳の幼児・児童は、文部科学省が学校保健統計調査として毎年、生後14日から小学校就学前の乳児・幼児は、厚生労働省が乳幼児身体発育調査として10年ごとに、計測値データを発表している。小児全年齢にわたる測定値は10年に1回発表されることになり、最新版は2010年度のもの。2018年現在、日本人小児の体格を評価するときは、2000年度に両省から発表されたデータをもとに算出した基準値を用いている。

身長は標準偏差曲線で、体重はパーセンタイル曲線またはSD換算で表している。

## 成長障害の判定方法
成長曲線を用いて成長障害があると判断できるのは、次の2つの場合である。
- 値自体が基準域を外れている - ある児に関する値が－2SD～＋2SDの範囲から外れている（または、3～97パーセンタイルの範囲から外れている）
- 速度が基準を外れる - ある児に関する値の速度が成長曲線をまたぐ（例えば、10歳で＋1SDであったが、15歳で－1SDであるといった場合）

ただし、成長曲線を外れることは必ずしも病的ではなく、思春期遅発症のように病気というよりもむしろ体質であるといえる状態のものもある。